# 山打根育源独立中学
山打根育源独立中学(英語: Yu Yuan Secondary  School; 馬來文: Sekolah Menengah Yu Yuan; 間寫：育中)是馬來西亞一所以華文教學為主的華文獨立中學，1962年由華人魏亞貴先生創辦，位於沙巴州山打根。該校原先是一所收容落第生的私立學府，後來因國家教育政策的演變，於1977年接受改制為華文獨立中學，以維護華文教育及培育人才為辦學方針，並公開予山打根社會賢達、熱心華教人士籌組董事會以齊心協力共謀發展。2013年, 該校人數1100多人, 教職員工65位。

## 校訓
- 誠:誠實不欺以立人格
- 樸:樸實不華以成大業
- 恒:恒久不輟以傳文化
- 毅:毅勇不拔以建國邦

## 外部連結
1. 山打根育源中學官方網站 （页面存档备份，存于） （中文）
2. 馬來西亞華校董事聯合會總會 （页面存档备份，存于） （中文）
3. 馬來西亞華校教師會總會 （中文）
4. 馬來西亞教育部 （英文）